# Planalto (kommun i Brasilien, Bahia)
Planalto är en kommun i Brasilien.   Den ligger i delstaten Bahia, i den östra delen av landet, 800 km öster om huvudstaden Brasília. Antalet invånare är 24 497.
Omgivningarna runt Planalto är huvudsakligen savann. Runt Planalto är det glesbefolkat, med 17 invånare per kvadratkilometer.